# Castrillo de Bezana
Castrillo de Bezana ist ein spanischer Ort in der Provinz Burgos der Autonomen Gemeinschaft Kastilien und León. Der Ort gehört zur Gemeinde Valle de Valdebezana. Castrillo de Bezana ist über die Straße BU-564 zu erreichen und liegt 94 Kilometer nördlich der Provinzhauptstadt Burgos.

## Sehenswürdigkeiten
- Romanische Kirche Nuestra Señora de la Asunción, erbaut im 13. Jahrhundert